# Ernest Persoons
Ernest Persoons (Tessenderlo, 31 oktober 1937 – Bertem, 25 januari 2022) was een Belgisch historicus en archivaris. Hij was algemeen rijksarchivaris van 1987 tot 2002.

## Biografie
Ernest Persoons was de zoon van Maurice Persoons, die van 1970 tot 1976 burgemeester van Tessenderlo was.
Persoons behaalde in 1960 aan de KU Leuven de graad van licentiaat in de Wijsbegeerte en Letteren, groep Moderne Geschiedenis. Vervolgens studeerde hij aan de École nationale des chartes in Parijs. In 1970 promoveerde hij aan de Centrale Examencommissie tot doctor in de Letteren en Wijsbegeerte met het proefschrift Het kapittel van Windesheim en de laat-middeleeuwse vroomheid: de religieuze en kulturele geschiedenis van het klooster Betheëm bij Leuven in de 15de eeuw.
Op 1 april 1963 maakte Persoons zijn intrede in het Rijksarchief als stagedoend archivaris. Een jaar later werd hij aangesteld als archivaris-paleograaf. Tijdens de volgende jaren groeiden zijn verantwoordelijkheden. Zo werd hij in juni 1977 hoofd van de afdeling Rekenkamer en Gerechtelijke Archieven. Op 1 mei 1987 volgde ten slotte zijn benoeming als Algemeen Rijksarchivaris, wat hij bleef tot aan zijn pensioen in 2002.
Net als zijn voorgangers werd Persoons als Algemeen Rijksarchivaris geconfronteerd met bezuinigingen en hervormingen. Het was onder meer daarom dat hij aan het begin van de jaren 1990 een nieuw beleid lanceerde: gemeenten met een goed uitgerust archief dat werd beheerd door een gediplomeerd archivaris konden oude archieven (ouder dan 1796) voor dertig jaar in bruikleen krijgen. Het Stadsarchief Ieper, dat tijdens de Eerste Wereldoorlog zijn oud archief had verloren, kreeg hierdoor bijvoorbeeld van 1992 tot 2022 het archief van de kasselrij Ieper in bewaring.

## Onderzoek
Het onderzoek van Persoons richtte zich vooral op de religieuze geschiedenis. Zo was hij van 1962 tot 1978 een medewerker aan het Interuniversitair Centrum voor Religieuze Geschiedenis. Vanaf 1996 was hij lid van het Nationaal Centrum voor Religieuze Geschiedenis. Zijn voornaamste publicaties waren het Monasticon Windeshemense (4 delen, 1976-1984) dat hij samen met Wilhelm Kohl en Anton G. Weiler uitgaf, en het Monasticon Fratrum Vitae Communis (3 delen, 1977-2004), in samenwerking met Wolfgang Leesch en Anton G. Weiler.

## Overige activiteiten
Persoons vervulde bestuursfuncties bij KADOC, de Stichting van Openbaar Nut Cultura, het Belgisch Historisch Instituut te Rome en het NFWO. Vanaf februari 1980 was Persoons een jaar lang beheerder-directeur van het Mercatorfonds. Hij was van december 1985 tot april 1987 verbonden aan het kabinet van minister van Onderwijs Daniël Coens, waar hij zich bezighield met het wetenschapsbeleid en de nationale wetenschappelijke instellingen en verenigingen.
Van 1967 tot 1978 was Persoons hoofdredacteur van Archives et Bibliothèques de Belgique - Archief- en Bibliotheekwezen in België.
- Biblioteca Nacional de España: XX1369486
- Bibliothèque nationale de France: cb12021227p (data)
- Gemeinsame Normdatei: 1158245157
- International Standard Name Identifier: 0000 0000 6131 6130
- Library of Congress Control Number: n84219273
- Nationale Bibliotheek van Israël: 987007280052205171
- Nederlandse Thesaurus van Auteursnamen: 070227721
- Système universitaire de documentation: 028361245
- Virtual International Authority File: 29546703
- WorldCat: E39PCjGkBvbYFJxMKQYXpyBxwy